# Distrito de Golaghat
Golaghat (en asamés; গোলাঘাট জিলা) es un distrito de India en el estado de Assam. Código ISO: IN.AS.GG.
Comprende una superficie de 3 502 km².
El centro administrativo es la ciudad de Golaghat.

## Demografía
Según censo 2011 contaba con una población total de 1 058 674 habitantes, de los cuales 518 725 eran mujeres y 539 949 varones.